# شيري أوتيري
شيرل «شيري» آن أوتيري (بالإنجليزية: Cheryl "Cheri" Ann Oteri) مواليد (19 سبتمبر، 1962) مُمثلة أمريكية. إشتهرت بأدائها في برنامج ساترداي نايت لايف لخمس سنوات 1995-200.

## حياتها الشخصية
شيري أوتيري ولدت (شيرل آن أوتيري؛ 19 سبتمبر، 1962) في داربي العليا، بنسلفانيا، والدها جياتانو توماس أوتيري مدير رئيس ومؤسس شركة "Of Music" للإنتاج الموسيقي. من إصول إيطالية. لها ثلاثة اخوان؛ دينيس، برايان وتومي الابن.

## ساترداي نايت لايف

ساترداي نايت لايف.

إنضمت أوتيري لطاقم برنامج ساترداي نايت لايف في عام 1995 خلال الموسم 21، تركت البرنامج عام 2000، خلال الموسم 25. قلد أوتيري العديد من الشخصيات في البرنامج أبرزها:
- ألانيس موريسيت
- باربرا جيل والترز
- سيندي لوبر
- ديبي رينالدز
- فران دريشر
- غلوريا ستيوارت
- جينيفر لوبيز
- جنيفر تيلي
- جيسيكا سمبسون
- كاتي كوريك
- ماريا كاري
- ماريسا تومي
- توري سبيلينغ
- يوكو أونو

## أبرز أعمالها
- 2000-1995: ساترداي نايت لايف
- 1997: كاذب كاذب
- 1999-1997: أطلق الرصاص علي!
- 1997: أوستن باورز: رجل الغموض الدولي
- 1999: المفتش غاجيت
- 2000: سكيري موفي
- 2001: آلي مكبيل
- 2002: اكبح حماسك
- 2003: الغبي والأغبى: عندما التقى هاري بلويد
- 2006: الولد المشاكس
- 2007: شريك الثالث
- 2008: بوسطن ليغال
- 2013: جيسي
- 2013: البالغون 2

## وصلات خارجية
- شيري أوتيري على موقع IMDb (الإنجليزية)
- شيري أوتيري على موقع ألو سيني (الفرنسية)
- شيري أوتيري على موقع أول موفي (الإنجليزية)
- شيري أوتيري على موقع قاعدة بيانات الأفلام السويدية (السويدية)
- شيري أوتيري على موقع إن إن دي بي (الإنجليزية)
- شيري أوتيري على موقع قاعدة بيانات الفيلم (الإنجليزية)
- شيري أوتيري على موقع كينوبويسك (الروسية)